# Anatrachyntis badia
Anatrachyntis badia là một loài bướm đêm thuộc họ Cosmopterigidae. Loài này có ở miền Nam nước Mỹ từ Florida đến California và như xa về phía bắc tới Maryland. Nó là một loài được giới thiệu tại châu Âu, nơi mà nó đã được ghi nhận thường xuyên từ Ý, Hy Lạp, Tây Ban Nha và Vương quốc Anh thông qua nhập khẩu tình cờ trong lựu. Cũng đã được ghi nhận từ Hawaii.
Sải cánh là 90–10 mm.
Các ấu trùng này chủ yếu ăn xác thối, ăn hoa quả khô hay mục nát, phần hoa đã chết. Ấu trùng đã được ghi nhận cho ăn trên nón của một số loài quả Pinus và Cassia, trái cây chết của đào, bưởi, chanh, chuối, bắp cải, hoa dừa và lá cây du. Trong mùa hè, ấu trùng có thể ăn vỏ quả cam chín, thường ở gần cuối gốc hoặc trên mặt của trái cây.

## Hình ảnh

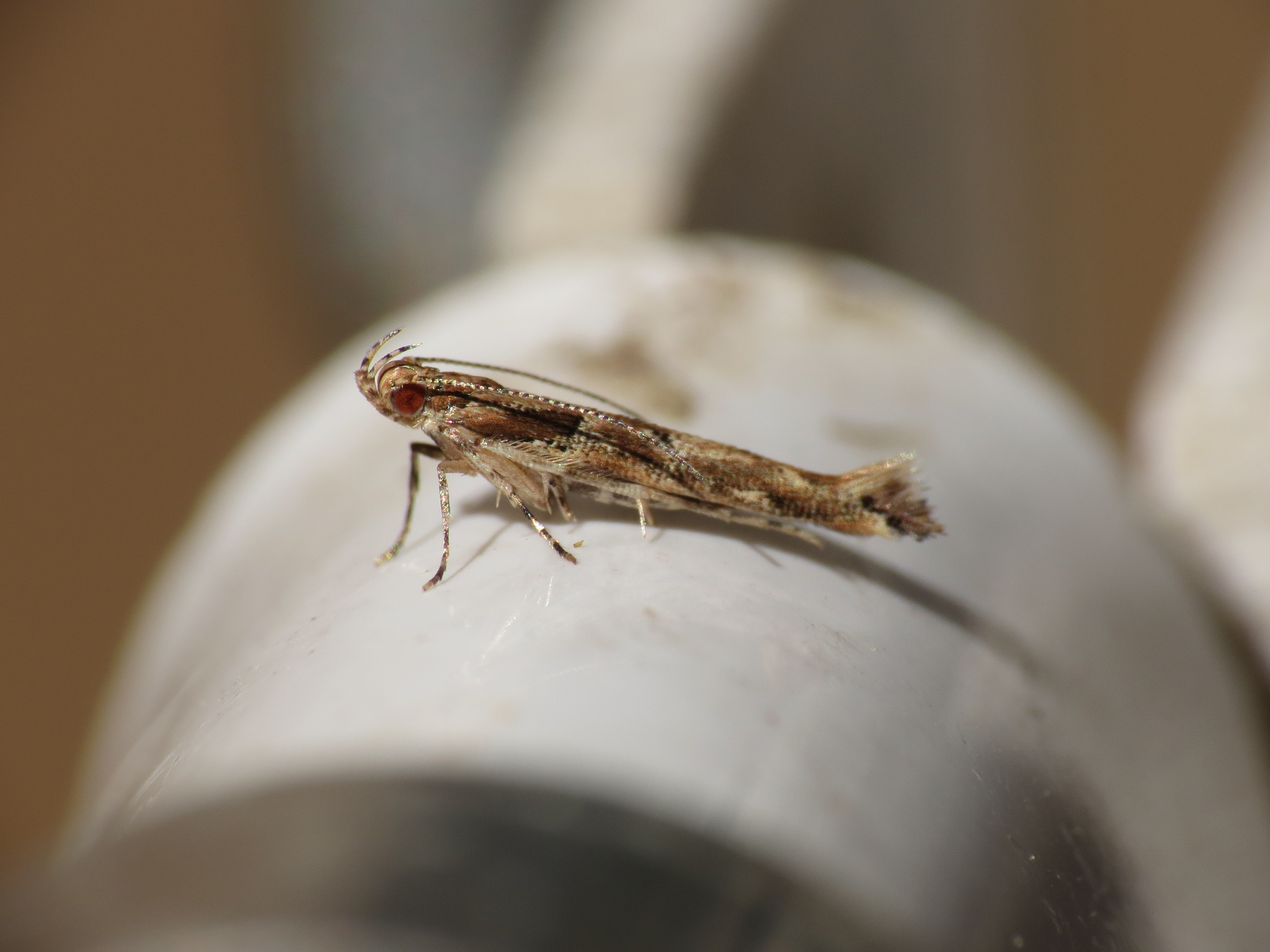
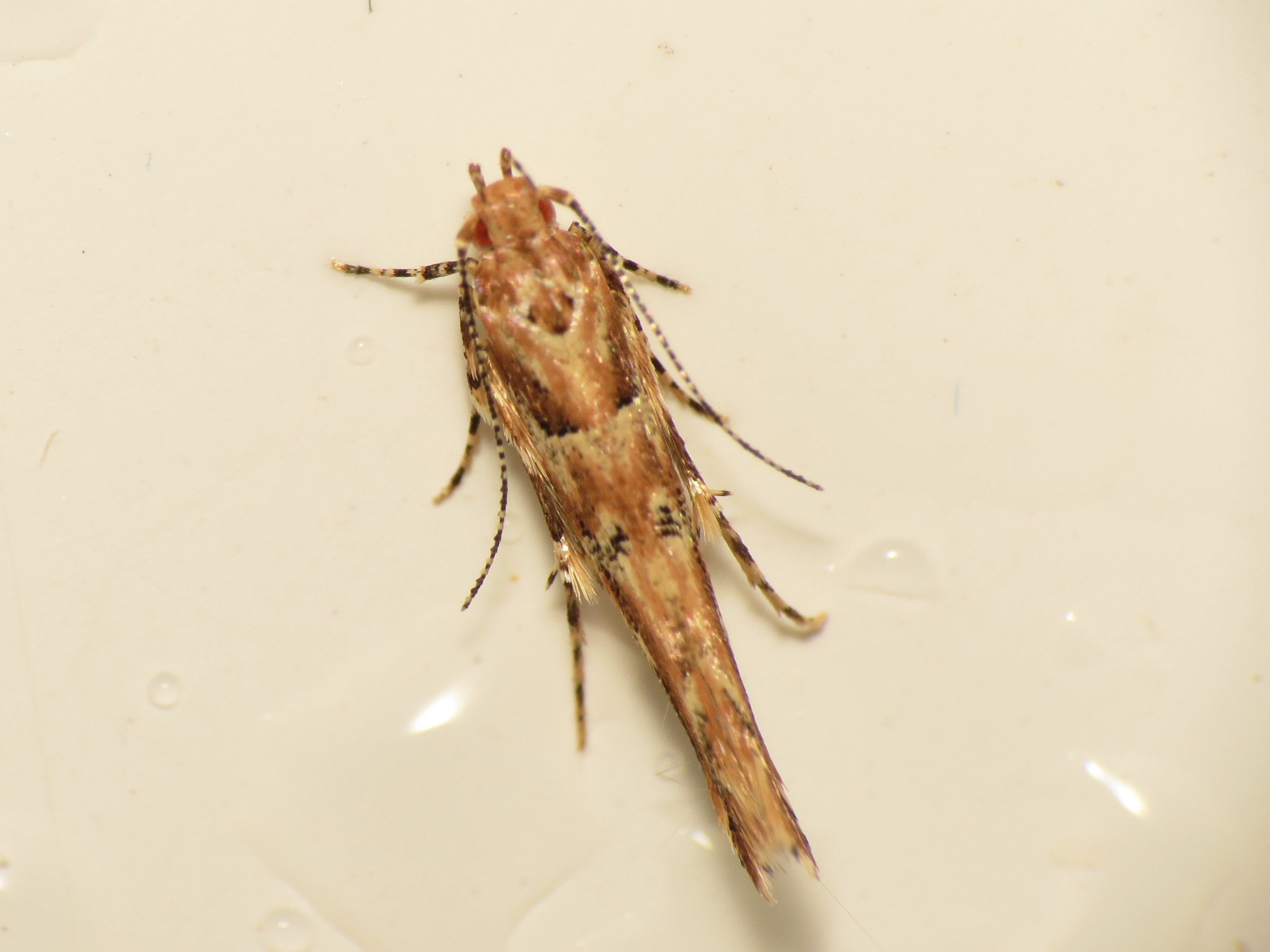
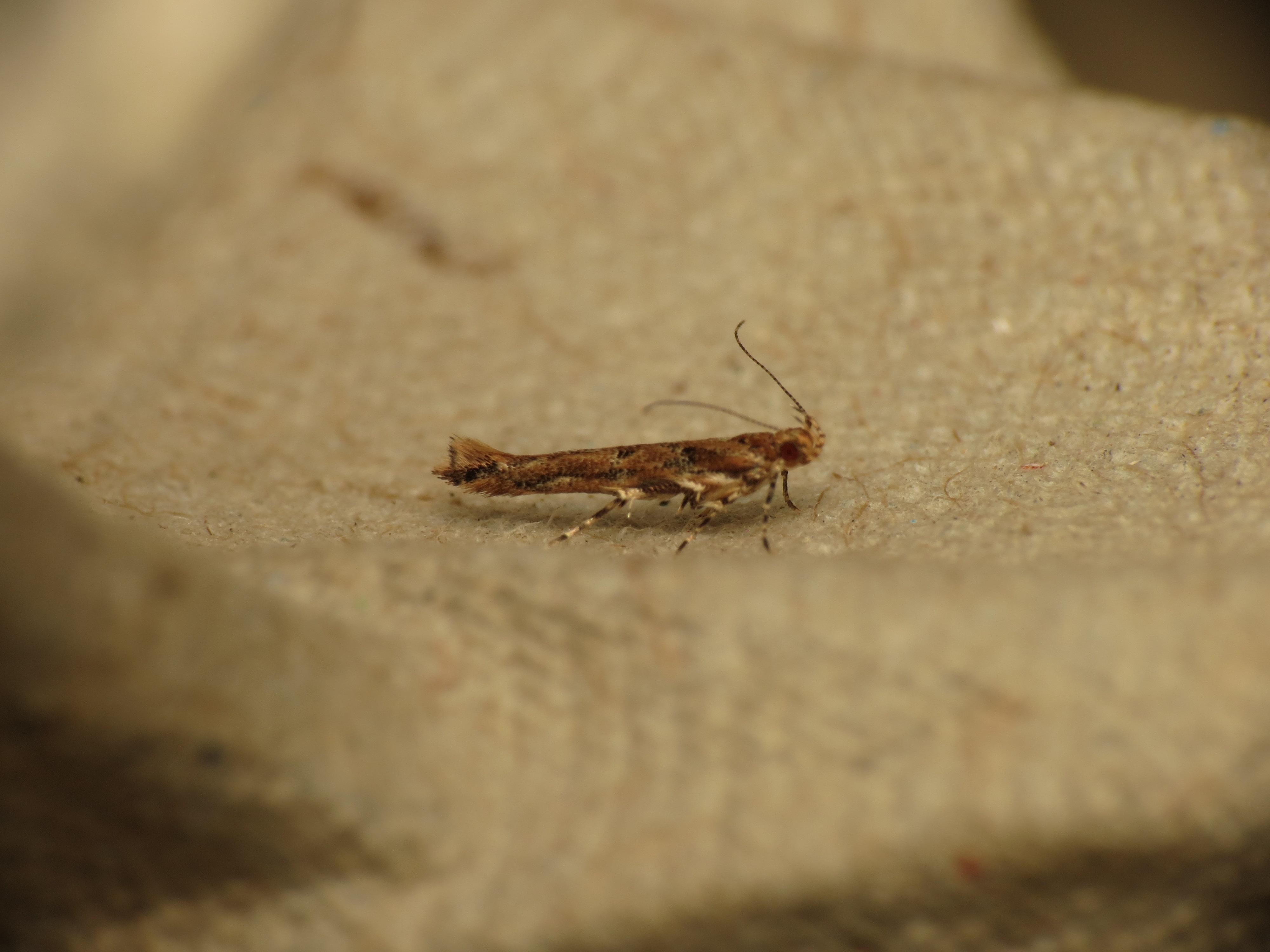